# Aristolochia gigantea
Aristolochia gigantea även jättepipranka är en piprankeväxtart som beskrevs av Mart. & Zucc.. Aristolochia gigantea ingår i släktet piprankor, och familjen piprankeväxter. Inga underarter finns listade i Catalogue of Life.